# Los Peñascales
Los Peñascales es un núcleo de población perteneciente al municipio españoles de Torrelodones y Las Rozas de Madrid. Está situado en la parte noroccidental de la Comunidad de Madrid, en el área de influencia de la autovía del Noroeste (A-6), a 26 km de distancia de la ciudad de Madrid. Está formado por  tipos de viviendas: Chalés y Mansiónes

## Historia
El origen de la localidad se remonta a finales del siglo XIX, cuando los montes que conforman su entorno perdieron su carácter comunal, procediéndose a su parcelación en grandes fincas. El primer hábitat surgido responde al modelo de mansiones y palacetes dispersos, utilizados por sus propietarios como residencias vacacionales.
En el siglo XX, sobre todo en su segunda mitad, las fincas primitivas fueron urbanizadas, configurándose un nuevo tipo de hábitat, más concentrado, con el chalet independiente como construcción más característica, igualmente destinado a segunda residencia. Este uso se ha ido perdiendo en los últimos tiempos, a favor de una utilización permanente de las viviendas. 
Además de su función residencial, Los Peñascales acogió en los años treinta del siglo XX una relevante actividad industrial. La Granja Los Peñascales, fundada por Gabriel Enríquez de la Orden, destacó por la producción industrial de miel y por haber aclimatado en España el karakul, una variedad de ganado ovino procedente de Asia, del que se obtiene el astracán.
Cabe destacar la influencia de la zona en la época franquista. La urbanización cuenta con lo que era el palacio de verano y fines de semana del Instituto Nacional de Industria. Los 73000m2 de jardines cuentan con pistas de tenis, pádel y piscinas. Actualmente es denominado Campus Los Peñascales, propiedad de la Fundación SEPI. 

## Geografía física

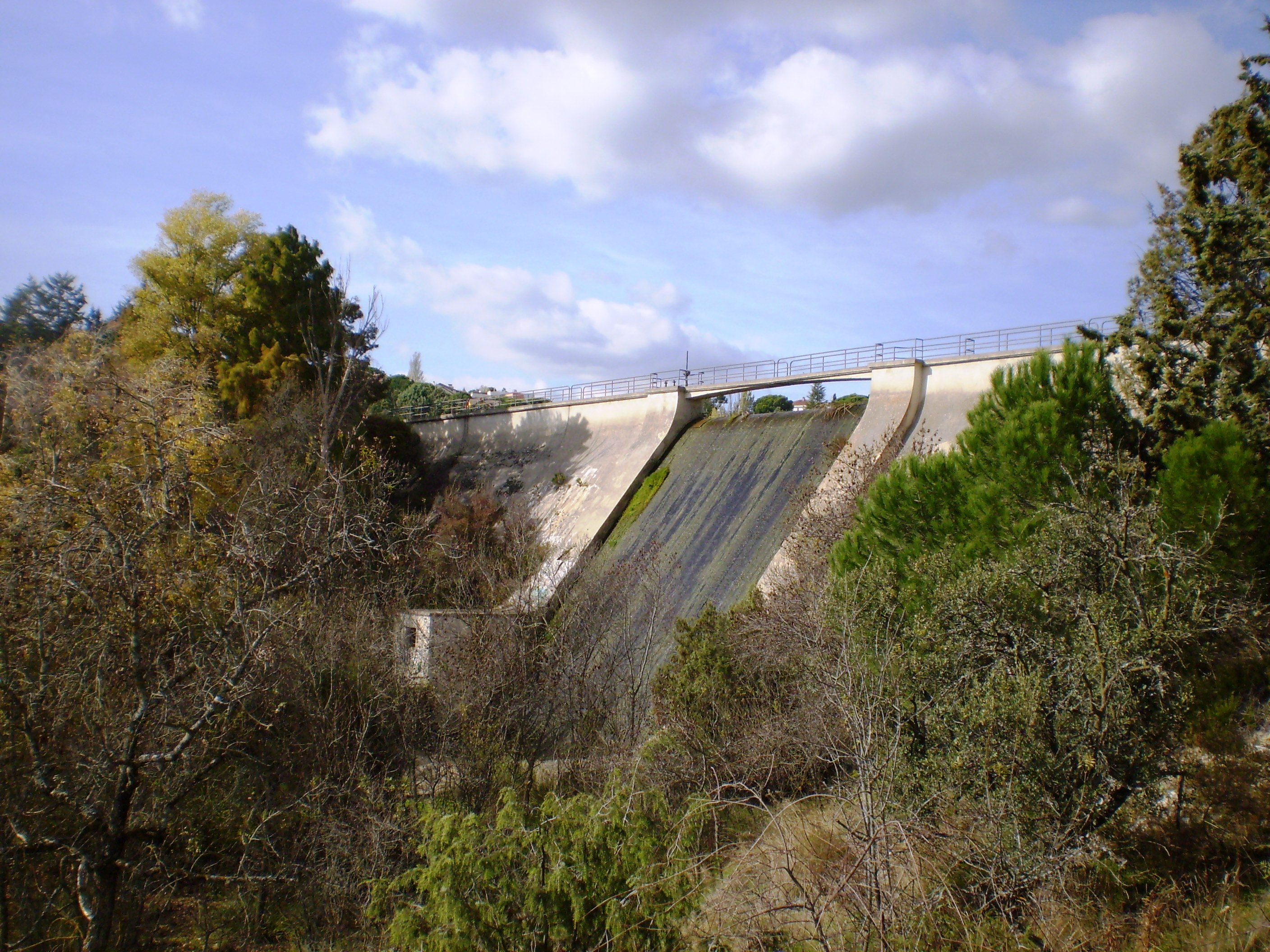
Presa del embalse de Gabriel Enríquez de la Orden.

Los Peñascales se halla entre la sierra del Hoyo, un monte-isla de la sierra de Guadarrama, y el Monte de El Pardo. Este enclave entre una zona montañosa y otra de llanura determina la composición de su suelo, formado, en su mayor parte, por materiales graníticos, que dan lugar, en las inmediaciones de El Pardo, a elementos arenosos, resultado de la disgregación por erosión del granito. 
En lo que respecta a la hidrografía, el arroyo de Trofas, afluente por la derecha del río Manzanares, recorre el paraje siguiendo una dirección noroeste-sureste. Este curso fluvial forma el embalse de Gabriel Enríquez de la Orden, también llamado de Los Peñascales, que inunda la parte central de la localidad. Este arroyo recorre brevemente el término municipal de Las Rozas.
La vegetación es de tipo mediterráneo, con abundancia de encinas y sotos en las riberas del arroyo de Trofas. En zonas próximas a la autovía del Noroeste, existen retamares, que se han abierto paso ante la degradación de los encinares primitivos.
La importancia del paraje como corredor biológico entre la Sierra del Hoyo y el Monte de El Pardo determinó su inclusión dentro del Parque Regional de la Cuenca Alta del Manzanares, constituido en 1985.

## Geografía urbana

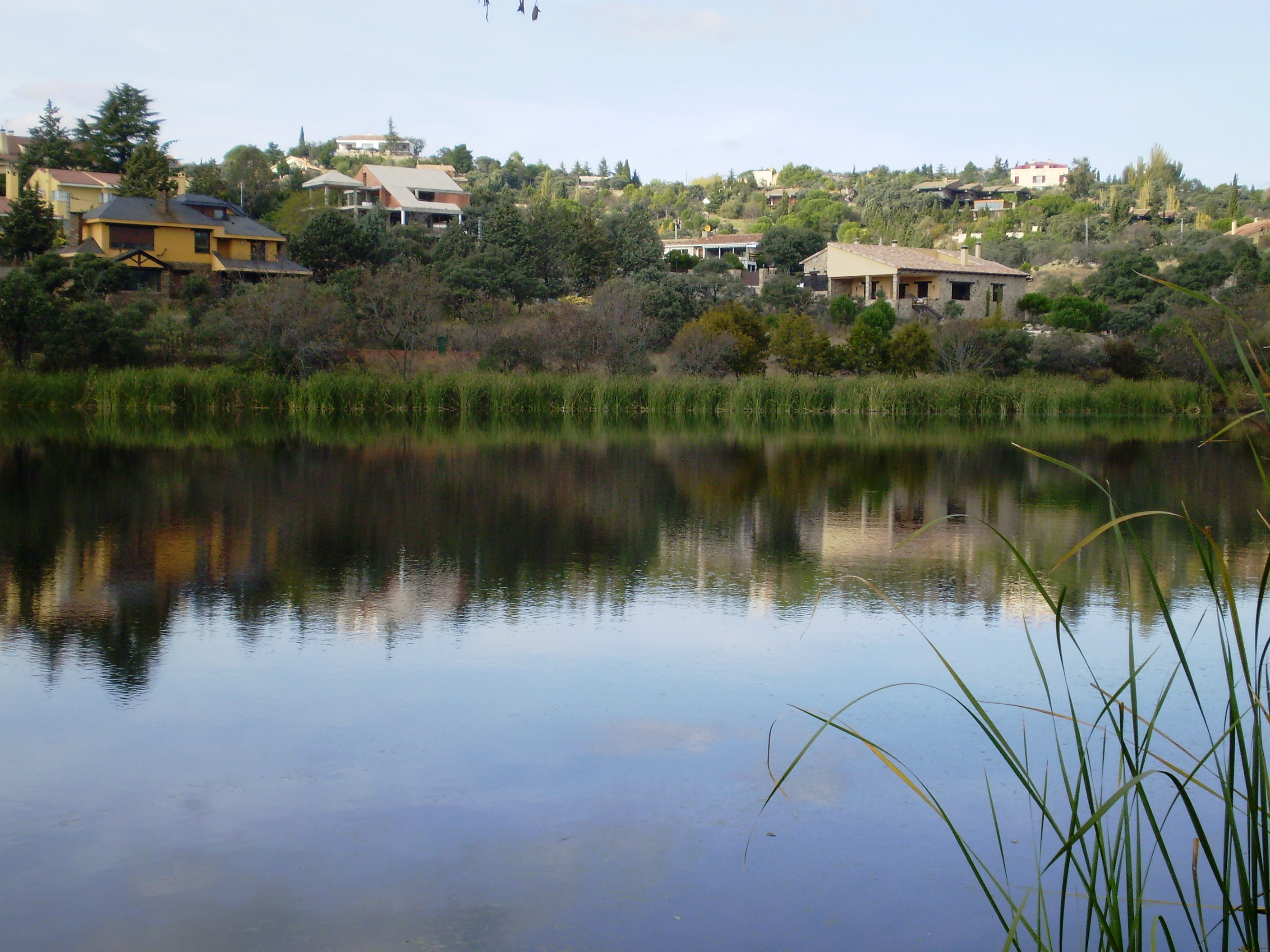
Vista parcial de Los Peñascales, con el embalse de Gabriel Enríquez de la Orden en primer término.

El caserío de Los Peñascales está integrado principalmente por chalets independientes, que se agrupan en diferentes urbanizaciones (Montealegre, Arroyo de Trofas y El Monte son algunas de ellas). En los últimos tiempos, han proliferado las viviendas adosadas.
La red viaria está dispuesta en cuadrícula en la zona perteneciente al municipio de Las Rozas de Madrid, mientras que, en la parte correspondiente a Torrelodones, las calles y avenidas presentan un trazado curvilíneo, dada la complicada orografía del terreno. Además, ambos municipios comparten varias vías urbanas como las avenidas Gabriel Enríquez de la Orden y de Pinares o la calle El Enebral.
El lugar se encuentra muy bien comunicado por la autopista A-6 (Madrid-La Coruña) y llegó a contar con un pequeño apeadero de tren, actualmente desaparecido. Existe una carretera que enlaza directamente con el pueblo de El Pardo, si bien está cortada a la altura de la llamada Puerta del Hito, como medida de preservación del Monte de El Pardo.
Entre los edificios más representativos, cabe citar la iglesia de Nuestra Señora de la Merced, levantada en el siglo XX, y la antigua Residencia de Verano del Instituto Nacional de Industria, que hoy día acoge un centro de convenciones dependiente de la Fundación de Servicios Laborales SEPI. Se trata de un palacete de finales del siglo XIX, construido enteramente en piedra de granito y con cubiertas de pizarra.